# 御槙村
御槙村（みまきむら）は、1899年(明治32年）に清満村からの分立によって成立し、1955年（昭和30年）まで存在した村であり、愛媛県北宇和郡、現在の宇和島市の南東、高知県境に接する山村である。1955年（昭和30年）に昭和の大合併で津島町となり、当村は自治体としての歴史は閉じた。さらに2005年（平成17年）に平成の大合併で津島町宇和島市域となり、現在に至っている。
「御槙」の名は公立小学校の名として現在も継承されている。

## 地理
現在の宇和島市の南部。西及び北の清満村とは横吹渓谷で境をなす。なお、こちらの川は西流しやがて岩松湾（宇和海）へと流れ込む。東は高知県に接する。西は一部畑地村の上槙地区に接する。南は篠山から瀬戸森や観音岳に連なる山々が横たわり、僧都との境をなす。
松田川の支流の一つである御内川、加塚川及び元越川の流域の山村。加塚川は南流し、東流する御内川に合流、さらに御内川と元越川（槙川とも）は犬除で合流し、松田川となり、高知県に流れ込み、やがて宿毛湾へと注ぐ。
村名の由来
合併成立前の旧村である 御内と槙川から、それぞれ一字ずつ取ったもの。合成地名。

## 社会

### 地域・集落
御内と槙川（正式には槇川と表記）の二つの地区からなる。これら2つの地区は1899年の清満村からの分立時の2箇村であり、そのまま大字となり、津島町となってからも継承された。なお、宇和島市に合併してからは旧津島町域では「津島町」を付すこととなった。大字は省く。例　宇和島市津島町御内
御内地区は、御槙盆地と呼ばれる標高約270メートルの小規模な盆地を形成し、周囲は森林に囲まれている。槙川は篠山への登山口に位置し、河川に沿って小規模な農地が開けており、集落は点在している。

### 行政
役場
大字御内に置かれていた。
歴代村長

### 学校
小学校
御槙小学校　現存
明治36年から大正7年まで槙川に分教場があった。
中学校
御槙中学校　1975年津島中学校に統合

## 歴史
藩政期
- 宇和島藩領。

明治以降
- 1889年（明治22年） 12月15日 - 町村制・市制施行時に増穂、山財、岩淵、御内、槙川の5箇村が合併して北宇和郡清満村となる。

御槙村成立後
- 1899年（明治32年） 7月1日 - 清満村から分離して御槙村成立。

当村の地域が清満村の中心から距離があり、一自治体としての運営に不便をきたしていたためとされる。
- 1955年（昭和30年） 2月11日 - 岩松町・清満村・北灘村・畑地村・下灘村との1町5村の合併で津島町となり、自治体としての歴史を閉じた。

```
御槙村の系譜
（町村制実施以前の村）　（明治期）　　　　　　　　　（昭和の合併）　（平成の合併）
　　　　　　　　　　　　町村制施行時
増穂　━━━━┓
山財　━━━━┫　　　　　　　　　分立
岩淵　━━━━┫　　　　　　　　　明治32年7月1日
御内　━━━━╋━━━清満村━━━━┳━━━━━━┓
槙川　━━━━┛　　　　　　　　　　┗御槙村━━━┫
　　　　　　　　　　　　　　　　　　　　　　　　　┃昭和30年2月11日
　　　　　　　　　　　　　　　　　　　　　　　　　┃合併
　　　　　　　　　　　　　　　　　　　岩松町━━━╋━津島町━━━━━┓
　　　　　　　　　　　　　　　　　　　北灘村━━━┫　　　　　　　　　┃合併
　　　　　　　　　　　　　　　　　　　畑地村━━━┫　　　　　　　　　┃平成17年8月1日
　　　　　　　　　　　　　　　　　　　下灘村━━━┛　　　　　　　　　┣宇和島市（新）
　　　　　　　　　　　　　　　　　　　　　　　　　　　宇和島市━━━━┫
　　　　　　　　　　　　　　　　　　　　　　　　　　　吉田町━━━━━┫
　　　　　　　　　　　　　　　　　　　　　　　　　　　三間町━━━━━┛

（注記）岩松町その他の合併以前の系譜はそれぞれの市町村の記事を参照のこと。

```

## 産業
市街から離れた山村のため農林業以外はみるべきものに乏しい。
農業
林家との兼業が多かった。米、甘藷いも、しいたけ、繭などを産する。
林業
太平洋戦争戦前は炭焼きに従事し、むしろそちらを主たる生業とする農家も多かったが、廃れていった。周辺の山々は森林に覆われているが、古くから薪や茅取り場として集落で共同利用してきた。村有林を有し、その樹木を伐採し得られた収益を御槙小学校の校舎建設に充てた。戦後は造林が盛んになり、男女問わず多くの人々が従事していたという。

## 交通
当村には鉄道は通っていない。
後に県道宿毛-津島線、下畑地-御内線となる町道が地域外と結ぶ主要道路であった。

## 名所
- 祓川冷泉